# Планкетт, Джеймс
Джеймс Планкетт или Джеймс Планкетт Келли (21 мая 1920 — 28 мая 2003 года) — ирландский писатель.

## Биография
Планкетт получил образование в католической средней школе en:Synge Street CBS.
Он вырос в Дублине в среде рабочего класса, который наряду с мелкой буржуазией и бедной интеллигенцией составят основную часть действующих лиц в его творчестве. Его самые известные работы — роман 1969 года Strumpet City (англ. «Город потаскух», вышел в СССР в 1974 г. — «Взбаламученный город», перевод В. Хинкиса), действие которого происходят в Дублине в период забастовки и локаута 1913 года, и сборник рассказов The Trusting and the Maimed («Доверчивые и увечные»). Другие его работы включают в себя радиопостановки о деятельности рабочего лидера Джеймса Ларкина, который занимает видное место в его творчестве.
С 1960-х годов Планкетт работал продюсером на ирландском телевидении en:Telefís Éireann. За вклад в ирландское телевидение и радио дважды, в 1965 и 1969 годах, получал награду en:Jacob's Award.
В 1980 году в Ирландии по книге Strumpet City был снят одноименный телесериал.
Был членом ирландского союза писателей Aosdana.

## Работы

### Радиоспектакли
- Dublin Fusilier (март 1952),
- Mercy (июнь 1953),
- Homecoming (апрель 1954),
- Big Jim (1955),
- Farewell Harper (1956).

### Романы
- Strumpet City (1969)
- Farewell Companions (1977)
- The Gems She Wore (1987)
- The Circus Animals (1990)

### Сборники рассказов
- The Trusting and the Maimed
- Collected Short Stories